# Palacio del Tribunal Supremo de Justicia de Venezuela

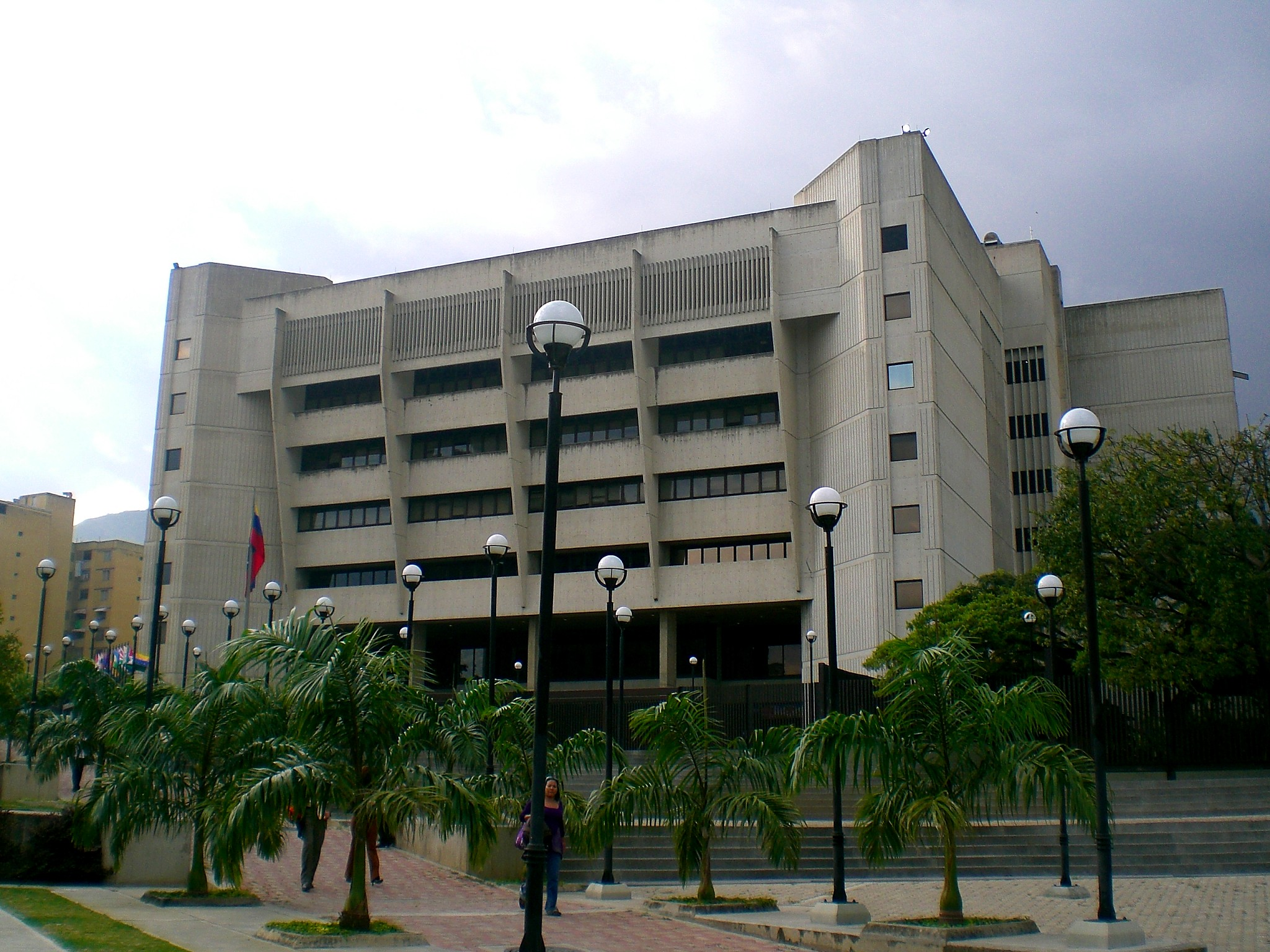
TSJ

El Edificio del Tribunal Supremo de Justicia de Venezuela, construido entre 1982 y 1987, es la sede de la Tribunal Supremo de Justicia, máxima instancia judicial de Venezuela. Está localizado en Caracas, la capital del país, al final de la avenida Baralt situada al oeste del Panteón Nacional . El Edificio cuenta con una superficie de 31.600 metros cuadrados.

## Historia
Antiguamente Capitolio Federal a lo largo de su historia fue sede de la Alta Corte Federal representante del Poder Judicial así como de los otros Poderes de la Nación Legislativo y el Ejecutivo Federal. La Corte Federal se encontraba en el Salón de los Escudos que está situado en el extremo oriental del cuerpo norte del Capitolio. Debe su nombre al Escudo Nacional que lo adorna y además a las representaciones los diversos Escudos de las Entidades Federales de Venezuela. 
Posteriormente frente al capitolio al lado del Palacio de las Academias se encuentra la Antigua Corte Suprema de Justicia donde la extinta Corte Suprema de Justicia funcionó hasta 1987, cuando se culminó la construcción del edificio actual.